# Siikajoki (älv)
Siikajoki är en älv i landskapet Norra Österbotten i Finland. Älven har sina källor i 
Pyhäntä kommun och flyter genom Siikalatva, innan den rinner ut i Bottenviken vid Siikajoki tätort. 
Vanttenföringen i älven har varierat starkt och för att minska detta problem byggdes en damm vid Uljua 1970. 